# Amaral (football, 1983)
Pour les articles homonymes, voir Amaral.
Carlos Rafael do Amaral est un footballeur brésilien né le 24 novembre 1983. Il évolue au poste de milieu défensif.

## Palmarès
- Champion du Brésil de D2 en 2009 avec Vasco da Gama